# HMS Birmingham (1913)
Za druge ladje glejte HMS Birmingham.
HMS Birmingham je bila lahka križarka 4. skupine razreda town Kraljeve vojne mornarice.
Med prvo svetovno vojno je bila udeležena v bitki za Jutland